# Plan pokojowy Kofiego Annana
Treść tego artykułu od 2012-12 może nie być zgodna z zasadami neutralnego punktu widzenia.
Dokładniejsze informacje o tym, co należy poprawić, być może znajdują się w dyskusji tego artykułu.
 Po wyeliminowaniu niedoskonałości należy usunąć szablon [[Szablon:Dopracować|]] z tego artykułu.
Plan pokojowy Kofiego Annana odnosił się do wysiłków Organizacji Narodów Zjednoczonych (ONZ) i Ligi Państw Arabskich (LPA) na rzecz zakończenia wojny domowej w Syrii w latach 2011–2012. Pracami na rzecz pokoju przewodził Kofi Annan, sekretarz generalny ONZ w latach 1997–2006.
Kofi Annan przygotował sześciopunktowy plan pokojowy, który zakładał ustanowienie rozejmu między stronami konfliktu nadzorowanego przez ONZ, humanitarną pomoc dla ludności, ewakuację rannych, wycofanie ciężkiej broni z dzielnic mieszkalnych, podjęcie rozmów na temat politycznego rozwiązania konfliktu, zapewnienie swobody dziennikarzom przemieszczania się po całym terytorium, poszanowanie wolności do zrzeszania się oraz prawo do pokojowych manifestacji.
Po negocjacjach z rządem syryjskim, rebeliantami, a także po debacie na arenie międzynarodowej, ustalono, iż z dniem 10 kwietnia 2012, siły rządowe musiały zaprzestać operacji militarnych i wycofać się z miast. Do Syrii przybyli obserwatorzy ONZ, mający nadzorować rozejm. Jednakże planu Annana nie respektowano od samego początku jego obowiązywania.
Oficjalnie zawieszenie broni weszło w życie 12 kwietnia 2012. Rozejm nie był respektowany ani przez siły rządowe ani przez rebeliantów. Ponadto rząd pomimo zapewnień nie wypełnił żadnego z sześciu punktów planu Annana. W ramach tego planu wysłano do Syrii obserwatorów tworzących misję UNSMIS. Jednakże liczba 300 obserwatorów w szczytowym momencie okazała się niestarczająca by sprawnie monitorować sytuację w Syrii. Z dochodziło do coraz większych pogwałceń rozejmu, czego punktem kulminacyjnym była masakra w Huli z 25 maja 2012.
Po tej zbrodni, w której zginęło 108 cywilów, rebelianci ogłosili fiasko planu Annana i od czerwca 2012 rozpoczęli zbrojne operacje. 7 czerwca 2012 Kofi Annan oficjalnie przyznał, iż jego plan pokojowy nie odniósł zamierzonych skutków, a Syria pogrążała się w wojnie domowej. 16 czerwca 2012 z powodu eskalacji przemocy, ONZ zawiesiła misję obserwacyjną UNSMIS w Syrii, a dokładnie dwa miesiące później ogłoszono zakończenie misji UNSMIS. W międzyczasie, 2 sierpnia 2012 Kofi Annan podał się do dymisji z pełnionych funkcji wysłannika pokojowego, pozostając na stanowisku do daty wygaśnięcia misji UNSIMS, czyli 31 sierpnia 2012. Jego następcą został algierski dyplomata Al-Achdar al-Ibrahimi.

## Tło
Wojna domowa w Syrii wybuchła 15 marca 2011. Początkowo były to masowe demonstracje niezadowolonego społeczeństwa syryjskiego z sytuacji życiowej. Następnie opozycja zaczęła się zbroić, a z wojska reżimowego zbuntowani żołnierze zaczęli przyłączać się w szeregi rebeliantów. W całym kraju wybuchły krwawe walki, które przed opracowaniem planu Annana przyniosły ok. 10 tys. zabitych ludzi.
Rada Bezpieczeństwa ONZ dwukrotnie próbowała sforsować rezolucję, potępiającą syryjski reżim oraz nakładający na niego sankcje. Jednakże w dwukrotnych głosowaniach nad rezolucją z 4 października 2011 i 4 lutego 2012, projekty wetowane były przez stałych członków RB ONZ – Rosję i Chiny.
Wobec zaostrzającej się sytuacji Liga Państw Arabskich podjęła misję pokojową, wysyłając obserwatorów do Syrii. 26 grudnia 2011 do Syrii przyjechali międzynarodowi obserwatorzy Ligi Państw Arabskich pod dowództwem sudańskiego generała Mustafy Dabiego. Misja ta nie spełniła swoich priorytetowych celów, mimo obecności obserwatorów, siły bezpieczeństwa nie wycofały się z miast i nie zaniechały ataków na opozycjonistów. Praca obserwatorów oraz wybór przewodniczącego misji, który podczas II wojny domowej w Sudanie pełnił rolę dowódcy wojsk Północy budziła kontrowersje i otwartą krytykę.
Wobec niepowodzenia misji i eskalacji przemocy w Syrii misja obserwatorów została zawieszona przez LPA 28 stycznia 2012. Po II wecie na forum RB ONZ, 12 lutego 2012 na spotkaniu ministrów spraw zagranicznych LPA oficjalnie zakończono misję obserwacyjną. Ministrowie wezwali w oświadczeniu ONZ do wysłania pokojowych wojsk międzynarodowych.

## Przygotowania i misja pokojowa Kofiego Annana
10 marca 2012 doszło do spotkania wysłannika ONZ Kofiego Annana z prezydentem Syrii Baszszarem al-Asadem w Damaszku. Były sekretarz generalny ONZ nakłaniał dyktatora do położeniu kresu prześladowań opozycjonistów. Nieustępliwy Assad ogłosił jednakże, iż rozwiązanie pokojowe blokują działające w kraju grupy terrorystyczne. Ponadto opozycja odrzuciła apel Annana o dialog z rządem. Uznała, iż po roku powstania takie rozmowy byłyby niemożliwe i bezcelowe. Z kolei tego samego dnia do porozumienia doszły kraje arabskie i Rosja. Był zgodne co do tego, że należało wysłać do Syrii niezależnych obserwatorów oraz dostarczyć tam pomoc humanitarną.
13 marca 2012 Kofi Annan spotkał się w Ankarze z przywódcą powstańców Burhanem Ghaljunem. Na spotkaniu poruszano kwestie pokojowego zakończenia konfliktu, współpracy międzynarodowej oraz dozbrajanie rebeliantów przez kraje zachodnie. Uzgodniono zwołanie kolejnej konferencji Przyjaciół Syrii, która miała się odbyć w Turcji. Tymczasem Assad ogłosił, iż 7 maja 2012 planowane będą wybory parlamentarne w Syrii. Decyzja ta była owocem wcześniejszego spotkania dyktatora z Annanem.

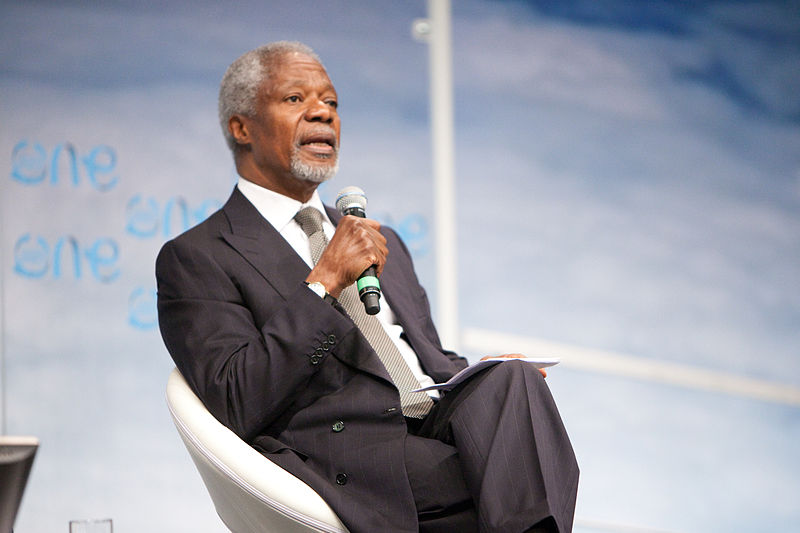
Misji pokojowej w Syrii podjął się Kofi Annan, Sekretarz Generalny ONZ w latach 1997–2006

14 marca 2012 władze Arabii Saudyjskiej podjęły decyzję o zamknięciu swojej ambasady i ewakuację całego personelu. Decyzję tę motywowano eskalacją przemocy w Syrii 19 marca 2012 do Damaszku przybyła grupa pięciu wysłanników ONZ. Eksperci od stosunków międzynarodowych, sił pokojowych i mediacji przybyli czterodniową wizytą w celu osiągnięcia porozumienia wprowadzenia w życie pokojowych propozycji Kofiego Annana. RB ONZ 21 marca 2012 daty jednogłośnie – łącznie z Rosją i Chinami – poparła sześciopunktowy plan pokojowy Annana.
Plan Annana zakładał ustanowienie rozejmu między stronami konfliktu nadzorowanego przez ONZ, humanitarną pomoc dla ludności, ewakuację rannych, wycofanie ciężkiej broni z dzielnic mieszkalnych, podjęcie rozmów na temat politycznego rozwiązania konfliktu, zapewnienie swobody dziennikarzom przemieszczania się po całym dziennikarzy, poszanowanie wolności do zrzeszania się oraz prawo do pokojowych manifestacji.
W dniach 24-25 marca 2012 Kofi Annan udał się do Moskwy, by rozmawiać z Dmitijem Miedwiediewem na temat kryzysu syryjskiego. W ocenie rosyjskiego prezydenta, misja Kofiego Annana była ostatnią szansą na uniknięcie długotrwałej i krwawej wojny domowej w Syrii. Poparcia Annanowi udzielił także minister spraw zagranicznych Rosji Siergiej Ławrow, które wezwał go do współpracy z rządem jak i opozycją. 27 marca 2012 Annan udał się na rozmowy do Pekinu. Rzecznik rządu poinformował 27 marca 2012, iż władze Syrii zaakceptowały plan pokojowy Kofiego Annana. Powstańcy wyrazili ostrożny optymizm w związku z opracowaniem planu pokojowego, gdyż w ich ocenie reżim go zaakceptował by zyskać na czasie i stłumić powstanie.
Po wizycie Annana w Chinach, 28 marca 2012 władze tego kraju zaapelowały zarówno do władz syryjskich jak i powstańców, by przestrzegali zobowiązań planu pokojowego. W związku z tym misja Annana przyniosła przełom na arenie międzynarodowej. Rosja oraz Chiny, które do tej pory broniły reżim w Damaszku, poparły plan ONZ i zaapelowały do sojusznika o wysiłek na rzecz zakończenia konfliktu. Na dzień przed szczytem Ligi Arabskiej w Bagdadzie, przebywający w Kuwejcie Sekretarz Generalny ONZ Ban Ki Mun wezwał reżim do jak najszybszego wdrążenia planu Annana.
29 marca 2012 w Bagdadzie miał miejsce szczyt Ligi Państw Arabskich. 10 z 21 przywódców państw członkowskich podsumowało Arabską Wiosnę. Szczególną uwagę poświęcono Syrii. Przyjęto deklarację w której zawarto apel do stron konfliktu syryjskiego o zaprzestanie aktów przemocy i rozpoczęcie dialogu w ramach planu Annana. Na szczycie Ban Ki Mun omówił dokładnie liderom państw arabskich charakter planu swojego poprzednika na stanowisku Sekretarza Generalnego ONZ.
Prezydent Syrii ponownie zapowiedział, że będzie czynił wysiłki na rzecz wprowadzenia planu pokojowego, jednak tego samego oczekiwał od powstańców. Zażądał by Kofi Annan otrzymał deklaracje od opozycjonistów, iż zaprzestaną ataków na siły rządowe. Assad w swoim oświadczeniu zażądał także zakończenia dozbrajania rebeliantów przez podmioty zewnętrzne. Z kolei 2 kwietnia 2012 Annan poinformował RB ONZ, że Damaszek przyjął na 10 kwietnia 2012 zawieszenie wszelkich działań zbrojnych. W ciągu 48 godzin od tej daty miałoby dojść do pełnego zawieszenia broni między siłami rządowymi a rebeliantami. Zawieszenia broni miałoby nadzorować 200-250 nieuzbrojonych obserwatorów ONZ wchodzących w skład misji UNSMIS (United Nations Supervision Mission in Syria). Jednak misji obserwatorów moc prawną musiała nadać rezolucja RB ONZ, co stało się połowie kwietnia 2012.
5 kwietnia 2012 do Damaszku przybyła misja przygotowawcza do przyjazdu obserwatorów ONZ. Zadaniem 11 ekspertów, którymi kierował norweski generał Robert Mood, było wynegocjowanie z władzami Syrii warunków przysłania do kraju od 200 do 250 obserwatorów ONZ, po wprowadzeniu 10 kwietnia zawieszenia broni. 8 kwietnia syryjski rząd zażądał od rebeliantów pisemnej gwarancji, iż powstrzymają się od ataków partyzanckich po wprowadzeniu rozejmu i wycofaniu się w wojsk z miast. Reżim chciał tym samym zdobyć pewność, że po wycofaniu się ze spacyfikowanych miast, nie powrócą do nich rebelianci. Rebelianci pisemnych gwarancji nie dali, jednak chcieli przestrzegać zawieszenia broni, nawet w przypadku jeśli wojska rządowe nie wycofają się z miast.

## Wprowadzenie zawieszenia broni i łamanie jego zasad

### I termin zawieszenia broni
10 kwietnia 2012 o godz. 6:00 (5:00 czasu polskiego) rozpoczęło się zawieszenie broni w Syrii ze strony sił rządowych. Od tego momentu siły Assada miały zaprzestać używania ognia i wycofać swoje siły z miast. Po dwóch dniach rozejm miał obowiązywać także rebeliantów. Następnie miały zostać podjęte wysiłki na rzecz wdrążenia pozostałych punktów planu Annana. Jednakże po nocnych walkach przy granicy z Libanem i Turcją, rano armia nadal kontynuowała ostrzał dzielnic Hims, Hamy i obrzeży stolicy, wbrew zapisom planu pokojowego. Czołgi zaatakowały również miasto Merah pod Aleppo. W przestrzeni powietrznej nadal latały śmigłowce.
Tymczasem szef syryjskiego MSW Walid al-Mu'allim zapewniał, że wojska wycofywały się z miast. Orzeczenie to odrzuciła opozycja, która mówiła wręcz o zintensyfikowaniu działań. Aktywiści mówili o 101 zabitych w działaniach militarnych. Najwięcej osób straciło życie w Hims (58 zabitych), Hamie i pod Aleppo. Jednak rebelianci w dalszym ciągu byli gotowi do porozumienia zgodnie z pokojowym planem ONZ. Dali reżimowi czas do 12 kwietnia 2012 na zakończenie wszystkich działań, w przeciwnym razie zadeklarowali walkę. 11 kwietnia 2012 w aktach przemocy zginęło niemal 100 osób. W operacjach w kontrolowanych przez rebeliantów dzielnicach Hims zginęło 57 osób. Działania były prowadzone w Hamie, a na Ar-Rastan spadły pociski artyleryjskie. W dzielnicy Hims – Dajr Baalba żołnierze dopuścili się masakry na 16-osobowej rodzinie.

### II termin zawieszenia broni
12 kwietnia 2012 o godz. 6:00 (5:00 czasu polskiego) nastąpił drugi termin zawieszenia broni. Tego dnia nie odnotowano działań wojskowych oprócz czterech incydentów. W godz. 5:50-6:20 na miasto Zabadani spadło pięć pocisków, jednak po tym mieszkańcy poinformowali, że w mieście panował spokój. Trzy pociski spadły na górę Shahshabo w centrum kraju. Ponadto krótkotrwały ostrzał snajperów miał miejsce w Hims w dzielnicach Dajr Baalba i Kusar (6 zabitych), wymiana ognia była słyszana także w Idlib, gdzie zginęły cztery osoby. Po południu siły bezpieczeństwa zastrzeliły mężczyznę w Hamie, który nie zatrzymał się w punkcie kontrolnym, z kolei na przedmieściach Damaszku 5 osób. Z kolei w Aleppo w wyniku wybuchu miny-pułapki pod autobusem zginął jeden żołnierz, a 24 wojskowych i cywili zostało rannych. Według syryjskich Lokalnych Komitetów Koordynacyjnych łącznie zginęło 17 osób.
Mimo teoretycznego zaprzestania operacji militarnych armia nie wycofała się z miast. Zastrzeżono, że do tego dojdzie, kiedy w kraju przywrócone zostanie bezpieczeństwo. Władze syryjskie zaproponowały amnestię dla rebeliantów „niemających krwi na rękach”. Lider Narodowej Rady Syryjskiej Burhan Ghaljun zaapelował do rodaków, by wychodzili na ulice i protestowali. Ludzie wyszli na ulice miast Dara, Aleppo, Dajr az-Zaur i w wiosce Tamanaa. Ghaljun przypomniał, iż plan Annana zezwalał do zrzeszania się i dawał prawo do pokojowych manifestacji. Powiedział, że jeśli armia nie wycofa się z miast, demonstracje nie będą się mogły odbywać, co było wbrew postanowieniom pokojowym. Ponadto przywódca rebeliantów wyraził sceptycyzm co do rozejmu.
Rano 13 kwietnia 2012 doszło do walk między rebeliantami i wojskiem w prowincji Idlib. Armia rozmieściła w atakowanym punkcie czołgi i pojazdy opancerzone. Walki w wiosce Cherbet al-Dżuz przy granicy z Turcją trwały kilkanaście minut. W wielu miastach doszło do wielotysięcznych antyrządowych demonstracji. W Hamie zastrzelono dwóch mężczyzn w wojskowym punkcie kontrolnym. Ponadto sporadyczny ostrzał miał miejsce w Hims, Darze i Aleppo. Łącznie według syryjskich aktywistów zginęło 13 osób.
14 kwietnia 2012 doszło do najpoważniejszego incydentu od formalnego zawieszenia broni. W nocy armia ostrzelała dzielnice Hims, Dżuret al-Szija i Al-Karadis, w wyniku czego poległo 13 osób. Walki odnotowano w Idlib i Aleppo, a łącznie zginęło 27 osób. 15 kwietnia 2012 odnotowano kolejne poważne naruszenia zawieszenia broni. Ciężki ostrzał prowadzony był w Hims. Pociski spadały tam z częstotliwością sześciu na minutę. Zginęło tam sześć osób. Do walki rebeliantów z policją doszło w Aleppo, po ataku na posterunek służb bezpieczeństwa. Łącznie w Syrii zginęło 28 ludzi, z czego 9 osób poddano egzekucji.

### Pokojowa misja obserwacyjna ONZ
Po przyjęciu rezolucji RB ONZ o misji obserwatorów do Damaszku przybyło pierwszych pięciu wysłanników misji UNSMIS. Syryjskie władze po powitaniu, ogłosiły, iż nie zapewniają obserwatorom bezpieczeństwa w kraju. Ponadto reżim zarezerwował sobie prawo odmawiania wpuszczenie wysłanników ONZ w zależności od ich narodowości. Władze zakazały uczestniczenia w misji obserwatorom z 14 państw tak zwanej grupy „Przyjaciół Syrii”. Obserwatorzy rozpoczęli swoją pracę 16 kwietnia, jednak nie wyruszyli jeszcze w strefy konfliktu. Nim wysłannicy mogli rozpocząć patrolowanie miast, musieli przeprowadzić negocjacje z władzami syryjskimi, sporządzić i podpisać protokół. Pracami obserwatorów przewodził marokański pułkownik Ahmed Himmiche, który 17 kwietnia 2012 udał się wraz z współpracownikami do Dary.
W dniu rozpoczęcia pracy obserwatorów zacięte walki trwały w miastach Hims oraz Idlib. W tym pierwszym 30% powierzchni było w rękach rebeliantów, więc siły rządowe ostrzelały moździerzami dzielnicę Kaldija i Bajada. Ciężkie walk wybuchły w Idlib, w wyniku których zginęło 26 osób. Starcia miały miejsce również w Hamie, natomiast w Aleppo doszło do wielkiej demonstracji. Tego dnia w kraju zginęło łącznie 55 osób. 17 kwietnia 2012 czołgi wjechały do miasta Busra al-Harir na południu kraju. Ponadto starcia armii z rebeliantami Wolnej Armii Syrii miały miejsce 70 km na południe pod Damaszkiem. Pod atakiem rakietowym były dzielnice Hims, Chaldija i Al-Bajada (22 zabitych). Zakrojone operacje militarne kontynuowano w Idlibie, gdzie zginęło 40 ludzi. W sumie zginęły 74 osoby.
18 kwietnia 2012 pułkownik Ahmed Himmiche, po powrocie do Damaszku z Dary, powiedział, że celem obserwatorów jest stworzenie powiązań między siłami bezpieczeństwa z innymi syryjskimi opcjami. Mimo rozejmu nadal trwał ostrzał z czołgów i artylerii następujących dzielnic Hims: Żurat al-Szajah, al-Karabis, Chaldija i Bajada. W wyniku działań sił bezpieczeństwa w Syrii zginęło 46 osób. 19 kwietnia 2012 Syria podpisała z ONZ protokół o misji obserwatorów monitorujących zawieszenie broni. W kraju nadal dochodziło do aktów przemocy, w wyniku których zginęło 30 osób.
20 kwietnia 2012 w wiosce Al-Kunajtira na południowych zachodzie kraju zdetonowano 100-kilogramową bombę przydrożną, w wyniku czego zginęło 10 żołnierzy. Ciężki ostrzał trwał w Hims. Na dzielnicę Chaldija spadało pięć pocisków moździerzowych na minutę. Walki toczono w mieście Al-Kusajr, przy granicy z Libanem, dokąd skierowano dodatkowe dywizje. Po piątkowych modłach tysiące ludzi wyszło na ulice syryjskich miast. Niektóre pochody zostały rozproszone przez siły bezpieczeństwa, które użyły gazu łzawiącego oraz broni palnej, od kul której zginęło 57 osób.
21 kwietnia 2012, kiedy obserwatorzy ONZ przyjechali do Hims, ustał ostrzał miasta. Czołgi były wycofywane z ulic i umieszczane w bazie policyjnej. Według opozycjonistów działania te przeprowadzono, by sprawić wrażenie, że rząd przestrzega warunków zawieszenia. Z kolei nad ranem w Dajr az-Zaur wysadzono w powietrze ropociąg, co spowodowało utratę 2 tys. baryłek paliwa. Starcia i aresztowania trwały w Karak pod Darą. Ponadto w bazie lotniczej Al-Moza pod Damaszkiem doszło do eksplozji. W całym kraju zginęło łącznie 40 osób.
22 kwietnia 2012 sporadyczny ogień prowadzony był w dzielnicach Hims opanowanych przez rebeliantów, na obrzeżach Damaszku oraz Darze. Zginęło 22 cywilów. Obserwatorzy ONZ wizytowali Hamę oraz Ar-Rastan. Dzień później, kiedy obserwatorzy opuścili Hamę, doszło tam do eskalacji przemocy. W ostrzale artyleryjskim dzielnicy Arbain zginęło 50 cywilów oraz pięciu żołnierzy. Łącznie w kraju zginęło 80 osób. Obserwatorzy odwiedzili Zabadani, gdzie rozmawiali z syryjskimi aktywistami. Opozycjoniści na krótkim spotkaniu z trzema obserwatorami przekazali informacje o siłach pancernych armii syryjskiej.
24 kwietnia 2012 zginęło 38 osób, z czego najwięcej w Hims, gdzie armia atakowała rebeliantów. Czołgi ponownie wjechały do Dumy na przedmieściach Damaszku. 25 kwietnia 2012 obserwatorzy odwiedzili Idlib. Przed ich przybyciem żołnierze zastrzelili cztery osoby podróżujące autobusem do Aleppo. Tymczasem w Hamie kontynuowana była masakra. W ciężkim ostrzale artyleryjskim dzielnic mieszkalnych poległo 70 osób. Kilka domów na południu miasta w dzielnicy Maszaa at-Tajar zostało zniszczonych przez ogromną eksplozję. Pojawiły się doniesienia, iż na miasto spadła rakieta Scud. Ponadto pojawiły się doniesienia o mordach i prześladowaniach osób, które rozmawiały i udzielały informacji obserwatorom ONZ. W całym kraju zginęło aż 100 osób.
26 kwietnia 2012 w Syrii zginęło 28 osób. Do internetu wyciekło nagranie, na którym żołnierze pochwycili aktywistę, który sprzedawał zdjęcia mediom. Mężczyzna został żywcem zakopany w ziemi. Lokalne Komitety Koordynacyjne podały, że od czasu rozpoczęcia misji obserwacyjnej w Syrii zginęły 462 osoby, w tym 34 dzieci. 27 kwietnia 2012 obserwatorzy udali się do Dary. Do tego dnia odnotowano 1300 przypadków złamania postanowień rozejmowych. 29 kwietnia 2012 do Damaszku przybył norweski generał Robert Mood, który przejął dowództwo nad misją obserwacyjną, która składała się z 30 obserwatorów.
W czasie wizytacji w Darze w Damaszku doszło do zamachu samobójczego, w wyniku którego zginęło 11 osób. Eksplozja nastąpiła w pobliżu jednego z meczetów w centrum miasta, gdy wierni opuszczali świątynię po piątkowych modłach. Za atakiem stał Front al-Nusra powiązany z Al-Ka’idą, który wcześniej dokonywał ataków bombowych w Syrii. Na obrzeżach stolicy syryjskie wojsko zaatakowało rebeliantów, z których dziesiątkę zabito. Ponadto w stolicy pięciu żołnierzy zginęło w wyniku ataku za pomocą bomby-pułapki podłożonej przy drodze. W nocy z 27 na 28 kwietnia 2012 rebelianci z morza ostrzelali oddział wojska syryjskiego w pobliżu portu Latakia. Był to pierwszy atak rebeliantów z morza podczas tej wojny domowej. Bojownicy podpłynęli do portu na małych morówkach i znienacka otworzyli ogień. W ataki zginęło kilku żołnierzy i rebeliantów. Na morzu libańskie służby bezpieczeństwa zatrzymały statek „Lutfallah II” pod banderą Sierra Leone, na pokładzie którego znaleziono trzy kontenery wyładowane karabinami, wyrzutami granatów przeciwpancernych i amunicji. Jednostka płynęła z libijskiego Trypolisu do portu Trypolis w Libanie, który był jednym z centrów zaopatrzeniowych dla syryjskiej rebelii. Na północnym zachodzie porwano dwóch Węgrów.
29 kwietnia 2012 rebelianci w Damaszku ostrzelali siedzibę syryjskiego banku centralnego w Damaszku, a także zaatakowali w stolicy policyjny patrol, raniąc czterech funkcjonariuszy. W kraju tego dnia zginęło 29 osób. 30 kwietnia 2012 do zamachów bombowych doszło w Idlib oraz Damaszku. W pierwszym z tych miast atak wymierzony był w pobliżu kwatery głównej służb wywiadowczych sił powietrznych, w wyniku czego zginęło ponad 20 osób. Z kolei w stolicy eksplodowały ładunki wybuchowe, umieszczone w samochodzie, jednak nie było informacji o ofiarach.
1 maja 2012 doszło do ostrzału wiosek pod Idlib, w wyniku czego zginęło 15 cywilów, w tym dzieci i kobiety. Do potyczki dezerterów z armią doszło pod bazą wojskową Dajr az-Zajr. Rebelianci zabili 10 żołnierzy, którzy odpowiedzieli ogniem z karabinów i moździerzy, zabijając jednego cywila i niszcząc budynek szkoły. Łącznie tego dnia poległo 45 osób. ONZ poinformował, iż do końca maja 2012 zostanie osiągnięta kwota 300 obserwatorów. Władze syryjskie odmówiły wiz wielu obserwatorom ONZ, co komplikowało przebieg misji. Według raportu ONZ w Syrii od czasu wprowadzenia zawieszenia broni zginęło 34 dzieci. Z kolei Lokalne Komitety Koordynacyjne informowały o 1110 zabitych dzieciach od początku wojny.
2 maja 2012 pod Aleppo partyzanci zorganizowali zasadzkę na patrol wojskowy, zabijając w niej 15 żołnierzy. Wśród zabitych było dwóch oficerów armii syryjskiej oraz dwóch rebeliantów. Łącznie tego dnia zginęło 30 osób. Dowódca misji UNSMIS gen. Robert Mood powiedział, że w miejscach, gdzie przebywali obserwatorzy, było spokojnie, jednakże armia nie wycofała się z głównych miast, trwały potyczki i represje, toteż rozejm nie działał sprawnie. 3 maja 2012 w Syrii zabito 32 osoby, podczas gdy obserwatorzy wizytowali Hamę. Z kolei 4 maja 2012 poległo 37 osób.
5 maja 2012 w Aleppo w myjni samochodowej wybuchła bomba, w wyniku czego zginęło pięć osób. Myjnia należała do członka prorządowych bojówek szabiha. Obserwatorzy odwiedzili miasto Al-Kasjr pod Hims. W całym kraju zginęło 25 osób. 6 maja 2012, na dzień przed wyborami parlamentarnymi w Syrii, wybuchły gwałtowne walki pod Dajr-az Zajr. Ponadto armia prowadziła operacje w wioskach wzdłuż granicy z Irakiem. Ciężkie walki trwały też w stolicy.
7 maja 2012 w Syrii przeprowadzono wybory parlamentarne, przeprowadzane co pięć lat, które zostały całkowicie zbojkotowane przez opozycję. Do wyboru 250 członków parlamentu uprawnionych było 14,8 mln osób. Do wyborów przystąpiło 12 partii, na co zezwoliło lutowe referendum. Naniosło ono poprawki do konstytucji, które umożliwiły tworzenie nowych partii politycznych i ograniczyły sprawowanie władzy przez prezydenta do dwóch siedmioletnich kadencji. W dniu głosowania w Syrii zginęło 35 osób w tym pięciu dezerterów. Najniespokojniej było w Hims, Hamie oraz Dajr az-Zajr. 8 maja 2012 na autostradzie pod Damaszkiem eksplodowały dwie bomby domowej roboty co wskazywało na inicjatywę rebeliantów. Uszkodzonych zostało dziewięć pojazdów. W całym kraju zabito 23 osoby.
9 maja dowódca Wolnej Armii Syrii, dzień po tym jak rebelianci przyznali, iż gromadzą broń do walki przeciwko reżimowi, zagroził, iż zerwie zawieszenie broni, gdyż nie może pozostać bezczynny, wobec nieustannej, krwawej rozprawy z protestującymi. Dodał też, że w obliczu niepoważnych kroków RB ONZ, reżim ma możliwość popełniania kolejnych zbrodni, tak więc siły zbrojne muszą bronić opozycjonistów. Z kolei obserwatorów UNSMIS nazwał fałszywymi świadkami. Tymczasem podczas wizyty obserwatorów w Darze, doszło do silnej ekspozycji bomby podczas przejazdu konwoju. Rannych zostało ośmiu syryjskich członków eskort. Wśród obserwatorów był gen. Robert Mood i 11 innych wysłanników, jednakże nie odnieśli oni obrażeń. Z kolei na przedmieściach Damaszku rebelianci zabili siedmiu członków prorządowych milicji. Do ataku doszło o godz. 9:30 (8:30 czasu polskiego), podczas którego rebelianci ostrzelali milicjantów za pomocą granatników.
10 maja 2012 doszło do zamachu terrorystycznego w Damaszku. W wyniku wybuchu dwóch bomb w dzielnicy Kazaz zginęło 55 osób, a rannych zostało 372 osoby. Zamach wydarzył się ranem, kiedy ludzie udawali się do pracy. Siły bezpieczeństwa odgrodziły miejsce eksplozji, po której nad miastem unosiły się kłęby czarnego dymu. Na miejsce ataków udał się gen. Robert Mood, który zaapelował o powstrzymanie „strasznej przemocy”. Przewodniczący Syryjskiej Rady Narodowej Burhan Ghaliun oskarżył o przeprowadzenie zamachu stronę rządową. Ponadto zasugerował, że rząd w Damaszku ściśle współpracował przy tym z Al-Ka’idą. Wskazał też na fakt, że do zamachów doszło tuż po wycofaniu z miasta ciężkich wojsk rządowych. Jednak dwa dni później do przeprowadzenia zamachów przyznała się siatka Al-Ka’idy – Front Zwycięstwa. Terroryści ogłosili w oświadczeniu, że dokonali zamachu w odpowiedzi na ataki sił prezydenta Baszara al-Assada na zbuntowane wobec niego miasta. Oprócz tego zamachu w syryjskich miastach zabito 24 inne osoby.
11 maja 2012 władze podały, że udaremniły kolejny zamach, tym razem w Aleppo. W mieście tym zamachowiec-samobójca przewoził samochodem 1200 kg ładunku wybuchowego. Z kolei obserwatorzy odwiedzili miasto Dumair. W tym czasie w całym kraju zabito 14 osób. 12 maja 2012 uwolniono dwóch tureckich korespondentów wojennych Hamita Coskuna i Adema Ozkose, pojmanych w marcu 2012 podczas bitwy o Idlib. 12 maja armia zabiła 20 osób. Dzień później zginęło 30 osób. Tego dnia liczba obserwatorów przebywających w kraju osiągnęła 150.
14 maja 2012 syryjskie siły zaatakowały Ar-Rastan, będące pod kontrolą rebeliantów. Atak rozpoczął się o godz. 3:00 w nocy (2:00 czasu polskiego), a pociski moździerzowe i rakiety spadały z częstotliwością jednej na minutę. Zginęło dziewięć osób, a 40 zostało rannych, a miasto zostało w znacznym stopniu zdewastowane. Stacjonujący w mieście bojownicy nie pozostali obojętni, odpowiedzieli ogniem zabijając 23 żołnierzy. Zniszczyli też trzy pojazdy opancerzone. 15 maja 2012 w mieście Chan Szejkun wysadzono w powietrze samochód obserwatorów. Do eksplozji doszło, kiedy obserwatorzy byli poza samochodem, więc nikt nie ucierpiał. Do tego dnia w Syrii przebywało 250 obserwatorów, w tym 189 wojskowych i 61 cywilnych. Siły bezpieczeństwa zabiły aż 63 osoby z czego 33 w Idlib i Chan Szejkun. Kolejnego dnia poległy 32 osoby. 17 maja 2012 zginęło 34 powstańców, a 18 maja 2012 liczba zabitych wyniosła 20 zabitych.
19 maja 2012 do wybuchu samochodu-pułapki doszło w Dajr az-Zajr w wyniku czego dziewięć osób zginęło na miejscu, a ponad 100 odniosło rany. W całym kraju łącznie z zamachem, zginęło 26 osób. 20 maja 2012 wojsko zaatakowało Suran w prowincji Hama. Zabito tam 16 osób. W całym kraju poległy 33 osoby. Tyle samo ofiar przyniósł kolejny dzień. 22 maja 2012 zabito 16 cywili i dziewięciu rebeliantów, z kolei 23 maja 2012 zginęło 18 osób. 24 maja 2012 otwarto obrady nowego parlamentu składającego z deputowanych partii rządzącej i kandydatów niezależnych. Wśród 250 członków parlamentu było 30 kobiet. Tego dnia w kraju zabito 40 osób.

### Fiasko misji Annana
25 maja 2012 trwał intensywny ostrzał Huli niedaleko Hims. Wszystko rozpoczęło się od zaatakowania grupy demonstrantów, którzy wyszli na ulicę by okazać swój sprzeciw wobec sytuacji w kraju. Przerodziło się to w masakrę i zbiorowe egzekucje w której zginęło co najmniej 108 osób zweryfikowanych przez ONZ, w tym 49 dzieci i 34 kobiety. Narodowa Rada Syryjska mówiła o 116 zabitych i 300 rannych. Początkowo miasto zostało ostrzelano z pocisków moździerzowych i za pomocą czołgów. Zginęło wówczas 20 osób. Reszta ofiar to cywile zabici w zbiorowej egzekucji przez milicję szabiha w wiosce Taldu na obrzeżach Huli. Opozycjoniści zarzucili obserwatorom ONZ bierność. Pomimo tego, iż przebywali w Hims, nie przybyli do Huli by przyczynić się do przerwania zbrodni. Obserwatorzy przybyli dopiero, po zakończeniu ostrzału, kiedy ciała pomordowanych złożono w jednym z meczetów. ONZ potwierdziło, iż za masakrą stało wojsko i oddziały szabiha, odpowiedzialne za egzekucje. Syryjski rząd obwił winą za masakrę terrorystów, nie biorąc na siebie żadnej odpowiedzialności.
Prócz masakry w Huli, 25 maja 2012 zginęło także 43 innych osób. Ofiary to głównie ludzie, którzy zostali zastrzeleni na ulicach syryjskich miast, którzy protestowali przeciwko masakrze w Huli. Niespokojnie wówczas było zwłaszcza w Hamie, gdzie 27 maja 2012 doszło do masakry w której zabito 41 cywilów. Doszło do tego, gdy rebelianci ostrzelali posterunki drogowe i inne pozycje sił rządowych. W odpowiedzi armia odpowiedziała ogniem artyleryjskim i czołgowym. Według Rady Rewolucyjnej Hamy, wśród ofiar śmiertelnych było pięć kobiet i ośmioro dzieci.
Lokalne Komitety Koordynacyjne do 26 maja 2012 od czasu wprowadzenia planu Annana udokumentowały śmierć 1635 ludzi. Wśród nich było 90 kobiet i 123 dzieci (95 chłopców i 28 dziewczynek). W tym, 48 osób zginęło w wyniku tortur, 138 zabito w wyniku masowych egzekucji (wśród nich było 10 dzieci).
26 maja 2012 w Chan Szajkun odkryto grobowiec z ciałami co najmniej 10 żołnierzy, zabitych w czasie walk w połowie maja 2012. Tego samego dnia odnotowano w całym kraju 60 zabitych. 27 maja 2012 prócz masakry w Hamie, doszło także do zamachu bombowym w Damaszku, w którym zginęło kilku żołnierzy syryjskiej armii. Ładunek eksplodował w pobliżu autobusu z żołnierzami. Po wybuchu doszło do strzelaniny. 28 maja 2012 liczba zabitych wyniosła 26 w tym ośmiu rebeliantów, którzy zginęli w starciach w Darze i pod Dajr az-Zaur. Ponadto w pobliżu drugiego z tych miast znaleziono dzień później ciała 13 rozstrzelanych mężczyzn. Łącznie 29 maja 2012 armia zabiła 98 osób, z czego 28 to rządowi żołnierze, a 61 cywile.
30 maja 2012 sił Assada zastrzeliły 46 osób. Zbrojna opozycja dała 48 godzin reżimowi do zaakceptowania planu Annana, w przeciwnym razie zapowiedziano obronę miast i wiosek. Armia ponownie ostrzelała wioskę Taldu pod Hulą. 31 maja 2012 zabito 61 cywili w tym 29 w Hims. Nadal trwał ostrzał Huli, gdzie zginął chłopiec. Riad al-Assad wezwał Kofiego Annana by ogłosił oficjalnie fiasko swojego planu pokojowego. Tego dnia uwolniono z więzień ok. 500 opozycjonistów. Był to efekt wizyty Annana w Damaszku dwa dni wcześniej.
1 czerwca 2012, 13 osób rozstrzelano w Kasajr. Ciężkie walk trwały w rolniczym regionem Tesil w południowej Syrii, w prowincji Dara, gdzie wojska rządowe straciły w walkach 50 osób. Władze syryjskie informowała o 25 zabitych żołnierzach. Do walk doszło, kiedy armia zaatakowała obiekty cywilne w Tesil i podpaliły kilka domów mieszkalnych. W odpowiedzi jednak armia została zaatakowana przez partyzantów, którzy odcięli im drogę odwrotu i udaremniły przybycie posiłków rządowych, niszcząc ogniem z granatników cztery samochody pancerne nieprzyjaciela. Następnie rebelianci przenieśli ofensywę w sąsiedni region Eduan. W dniach 1-3 czerwca 2012 rebelianci atakowali pozycje sił rządowych także pod Damaszkiem i w prowincji Idlib. Wraz z ofensywą w prowincji Dara, zginęło łącznie 80 żołnierzy syryjskich oraz 114 cywilów i rebeliantów.
3 czerwca 2012 Baszar al-Assad przemawiał w parlamencie. Powiedział, że jego kraj zaangażowany był w wojnę z zewnętrznymi elementami, a także bronił reform realizowanych przez jego rząd. Po raz kolejny powiedział, że nie będzie pobłażliwy dla tych, których obwinia o wzniecanie przemocy w kraju. 4 czerwca 2012 rzecznik rebeliantów Sami al-Kurdi ogłosił oficjalnie, że nie obowiązuje ich już rozejm i zaczęli atakować siły rządowe w celu obrony narodu. Rebelianci wyrazili nadzieje, że misja obserwacyjna ONZ mogła być zmieniona na misję pokojową, a także zażądali wprowadzenia strefy zakazu lotów i strefy buforowej, które pomogłyby w obaleniu Assada. 5 czerwca 2012 wybuchła bitwa pod Latakią. Rebelianci zaatakowali posterunki wojskowe, zabili 22 żołnierzy i zniszczyli co najmniej pięć czołgów i transporterów opancerzonych. Zginęło także 9 rebeliantów i dwóch cywili. Kolejnego dnia w wiosce Al-Haffa pod Latakią, armia za pomocą czołgów i helikopterów ostrzeliwała pozycje rebeliantów. Zginęło siedem osób.
6 czerwca 2012 alawickie organizacje paramilitarne dopuściły się kolejnej masakry, tym razem pod Hamą. W wioskach Al-Kubajr i Maazarif zamordowano 78 cywilów, z czego 35 osób pochodziło z jednej rodziny. Połowa zabitych ogólnej liczby pomordowanych to kobiety i dzieci. Łącznie tego dnia z masakrą pod Hamą i bitwą pod Latakią, w Syrii zabito 140 osób, a w dniach 4-6 czerwca 2012 śmierć poniosły 223 osoby. Dzień później syryjskie wojsko zakazało wstępu obserwatorom ONZ na miejsce masakry pod Hamą. Było to jawne pogwałcenie zasad misji obserwacyjnej ONZ. Ponadto obserwatorzy zostali ostrzelani przez syryjską bezpiekę. Jednak kolejnego dnia kilku obserwatorów widziało w Al-Kubajr krew oraz czuło zamach spalonych ciał. Jednak nie byli w stanie dokładnie policzyć ciał ofiar.
7 czerwca 2012 Kofi Annan oficjalnie przyznał, że jego plan nie odniósł zamierzanych efektów, a Syria pogrążała się w wirze wojny domowej. „Mimo zaakceptowania mego sześciopunktowego planu i wysłania obserwatorów muszę szczerze przyznać, że plan nie został wdrożony” – oświadczył Annan na posiedzeniu Zgromadzenia Ogólnego ONZ. Powiedział, że rozwiązaniem radykalizującego się konfliktu mogło być powołanie grupy kontaktowej z członkami RB ONZ i liczącymi się krajami arabskimi na czele. Miało to według Annana nie dopuścić do kolejnych masakr w Syrii.

### Dymisja Annana i zakończenie misji UNSMIS
Pomimo niepowodzenia planu Annana, misja obserwacyjna ONZ w Syrii nadal trwała. Wieczorem 8 czerwca 2012 doszło do gwałtownych walk pod Darą. W ostrzale syryjskiego wojska zginęło 26 osób, w tym 10 kobiet. Bardzo niespokojnie było także w Idlib, Damaszku oraz Hims. Łącznie zginęło 65 osób. Jeszcze bardziej dramatyczny bilans pochodzi z dnia 9 czerwca 2012, kiedy to Lokalne Komitety Koordynacyjne udokumentowały śmierć 96 osób. Najbardziej krwawe walki toczyły się w Hims i Darze, a także w prowincji Idlib, Damaszku i Aleppo. W dniach 7-10 czerwca 2012 zginęło łącznie 237 osób.
11 czerwca 2012 armia przy wsparciu śmigłowców bojowych, przypuściła kolejny szturm na miasto Ar-Rastan. Wojsko próbowało odbić to miasto od pięciu miesięcy. Rebelianci wykorzystywali z powodzeniem pocisków przeciwpancernych. W bitwie zginęło co najmniej 28 cywilów, 20 żołnierzy i czterech rebeliantów. Szósty dzień prowadzono ostrzał Al-Haffy pod Latakią. Pod miasto w którym bronili się opozycjoniści podjechały czołgi syryjskiej armii. Ban Ki Mun zażądał od syryjskich władz dopuszczenia obserwatorów do Al-Haffy. Łącznie wraz z zajściami w Hamie, Dajr az-Zaur, Idlib i Hims, zginęło 89 osób. 12 czerwca 2012 z powodu bardzo silnego bombardowania Al-Haffy, 200 rebeliantów wycofało się z miasta i okolicznych górskich wiosek Zankufa, Dafil oraz Bakas. Ostrzał spowodował duże szkody w infrastrukturze, odcięto dostawy wody i energii elektrycznej. Powstańcy ewakuowali także mieszkańców, obawiając się kolejnej masakry.
Od rana 13 czerwca 2012 intensywne bombardowana była dzielnica Hims – Chalidija. Kolejnego dnia rozpoczęło się bombardowanie Aleppo. Poważnie uszkodzona została infrastruktura miasta, odcięto elektryczność. 15 czerwca 2012 walki przeniosły się do miejscowości Andan pod Aleppo. Ponadto rebelianci odparli szturm wojska na Dajr az-Zaur, za pomocą czołgów i samolotów bojowych. Łącznie w walkach i akcjach pacyfikacyjnych zginęło 48 osób. W zawiązku z eskalacją przemocy 16 czerwca 2012 ONZ zawiesiło misję obserwacyjną UNSMIS. Generał Robert Mood, motywował decyzję ryzykowną sytuacją w Syrii.
Przed szczytem grupy kontaktowej ds. Syrii w Genewie, który odbył się 30 czerwca 2012, Kofi Annan postulował dążenie do utworzenia rządu jedności narodowej w którym zasiadać mieli zarówno opozycjoniści jak i ministrowie reżimu Assada.
Grupa kontaktowa na szczycie w Genewie przyjęła plan, który wzywał do powołania rządu jedności narodowej do którego wejść mieli zarówno opozycjoniści jak i ludzie ekipy rządzącej. Jednak główne grupy opozycyjne odrzuciły plan w takim kształcie. Syryjska opozycja krytykowała fakt, że w nowych władzach będą mogli zasiadać funkcjonariusze obecnego reżimu. O ten zapis porozumienia postulowała Rosja. Także strony które zawarły porozumienie w Genewie, różniły się stanowiskami. USA argumentowało, że międzynarodowy konsensus utoruje drogę do epoki postasadowskiej, podczas gdy Rosja i Chiny podkreślały, że to sami Syryjczycy muszą decydować o swej przyszłości.
W lipcu 2012 Annan podjął ponowną mediację. 9 lipca 2012 Kofi Annan po raz trzeci przybył do Damaszku, gdzie spotkał się Baszarem al-Assadem. Obie strony poinformowały, że rozmowy były konstruktywne, a najważniejsza deklaracja dt. powstrzymania przemocy. Jednak mimo dalszego ciągu mediacji Annana, spotkanie nie zakończyło się przełomowymi decyzjami. 10 lipca 2012 Annan udał się do Iranu. Wcześniej spotkał się w Bagdadzie z irackim premierem Nuri al-Maliki. Podczas pobytu w Teheranie uzyskał poparcie dla swojego planu. Jednak Iran zaznaczył, iż plan pokojowy nie zabezpiecza przed transportowaniem do Syrii broni, tak więc potrzebne było monitorowanie granic syryjskich. 17 lipca 2012 Kofi Annan spotkał się w Moskwie z Władimirem Putinem. Mediator z ramienia ONZ orzekł na spotkaniu, iż sytuacja w Syrii osiągnęła punkt krytyczny. Z kolei rosyjski prezydent zapewnił, iż wesprze zabiegi Annana.
W międzyczasie w Syrii dopuszczono się kolejnej masakry. Kofi Annan potępił wydarzenia z At-Trimsa i powiedział, że jest wstrząśnięty skalą wydarzeń, które dowodziło o wykorzystywaniu ciężkiej broni przeciwko cywilom. Annan podkreślił, iż użycie takiej broni stanowiło pogwałcenie zasad sześciopunktowego porozumienia pokojowego. Dodał, że po uspokojeniu się sytuacji na miejsce masakry przybędą obserwatorzy ONZ, którzy przebywali w Damaszku, gdyż ich misja była zawieszona.
W drugiej połowie lipca doszło do III weta Rosji i Chin na arenie RB ONZ oraz wybuchły zacięte bitwy w Damaszku oraz Aleppo. W związku z tymi trudnościami 2 sierpnia 2012 Kofi Annan ogłosił, iż nie chce być już dalej mediatorem pokojowym z ramienia ONZ w Syrii. Poinformował, iż pozostanie na stanowisku do 31 sierpnia 2012, czyli do dnia wygaśnięcia misji UNSMIS. Skomentował, że jego działania nie przyniosły oczekiwanych skutków, gdyż społeczność międzynarodowa była mocno podzielona, a on sam nie otrzymał dostatecznego wsparcia mimo zapewnień głów państw zarówno Zachodu jak i Rosji, Chin czy Iranu.
Na koniec Annan zaapelował o zakończenie impasu w Radzie Bezpieczeństwa ONZ, gdyż bez tego Syria skazana była na chaos. Dodał, że Assad musi odjeść z zajmowanego stanowiska. Następcą Annana został 10 sierpnia 2012 algierski dyplomata Lakhdar Brahimi. 16 sierpnia 2012 Rada Bezpieczeństwa ONZ ogłosiła zakończenie misji obserwatorów UNSIMS na dzień 19 sierpnia 2012. Decyzję motywowano tym, iż nie zostały spełnione warunki by przedłużyć mandat misji. Warunkiem tym było zaprzestanie użycia ciężkiej broni, a poziom przemocy stosowanej przez obie strony konfliktu miał być na tyle niski, by umożliwić działanie obserwatorom. Ponadto powiedziano, że obie strony konfliktu zdecydowały się na ścieżkę wojny, toteż wszelkie próby mediacji były niezwykle trudne do realizacji. Mandat misji UNSMIS wygasł 31 sierpnia 2012.

## Reakcje na łamanie postanowień planu Annana

### Mediacja Kofiego Annana i międzynarodowa ocena misji pokojowej
10 kwietnia 2012 weszło w życie postanowienie o zawieszenie broni w ramach planu ONZ i LPA. Jednakże wojsko syryjskie nadal kontynuowało swoje operacje, wbrew zapewnieniom władz centralnych. Minister spraw zagranicznych Syrii Walid el-Mu'Allim podał, że wojska zaczęły wycofywać się z miast, dodając, że porozumienie musi wejść w życie wraz z przybyciem międzynarodowych obserwatorów. Jednocześnie oskarżył Turcję o podkopywanie planu Annana. Turcja według syryjskiego rządu miała angażować się w przemyt broni do Syrii. Z kolei premier Turcji Recep Tayyip Erdoğan, powiedział, że podjęte zostaną stosowne kroki w związku z ostrzelaniem 9 kwietnia obozu dla uchodźców po tureckiej stronie w wyniku czego zginęło dwóch uchodźców.
Minister spraw zagranicznych Wielkiej Brytanii William Hague oskarżył Damaszek, iż rozejm wykorzystali jako przykrywkę „do nasilenia działań zbrojnych w celu zniszczenia opozycji w Syrii”. MSZ Francji nazwało doniesienia o wycofaniu wojsk z miast kłamstwem. Wątpliwości w zrealizowaniu planu Annana wyrazili niemieccy politycy. Z kolei przestrzegania zasad rozejmu od rebeliantów zażądała Rosja. Po tym jak reżim kontynuował swoją militarną politykę de facto w czasie rozejmu, amerykańskie media skrytykowały ONZ za łatwowierność w stosunku co do deklaracji dyktatora. Publicyści nie szczędzili negatywnych opinii również o rządzie amerykańskim, który w „naiwny sposób” poparł plan Annana, który został określony „blefem”. Komentatorzy podkreślili, że wobec nieobliczalnych decyzji Assada, jedyną drogą na rozwiązanie konfliktu było postawienie na drodze syryjskiego wojska silniejszego przeciwnika. Chodziło tu o międzynarodową interwencję wojskową.
Inicjator planu na rzecz pokoju w Syrii, Kofi Annan, powiedział, iż jest za wcześnie by nazwać jego plan fiaskiem. Ogłosił, iż plan nadal był aktualny i wyraził chęć jego promowania. Dodał również, że RB ONZ musi jeszcze raz przedyskutować plan rozejmu. Na koniec wyraził niepokój, iż szanse na definitywne zakończenie walk malały wobec obojętności areny międzynarodowej do interwencji wojskowej.
11 kwietnia 2012 Kofi Annan wybrał się z wizytą do Iranu głównego sojusznika syryjskiego rządu. Teheran poparł sześciopunktowego plan pokojowy i zgodził się co do konieczności zaradzeniu konfliktu, jednak zaznaczył, że nie zgodzi się na usunięcie Assada ze stanowiska prezydenta. Iran nie zgodził się na zewnętrzne ingerencje w sprawy Syrii. Z kolei Kofi Annan poinformował, że dostał zapewnienie od Damaszku, że rozejm będzie przestrzegany. Niepokój w związku z łamaniem zasad rozejmu wyraził prezydent USA Barack Obama i kanclerz Niemiec Angela Merkel.
Informacje o zaprzestaniu operacji wojskowych 12 kwietnia 2012 z zadowoleniem przyjęły Rosja i Chiny. Sojusznicy Damaszku wezwali opozycję do respektowania zasad rozejmu. Annan w swoim oświadczeniu z 13 kwietnia 2012 przyznał, że reżim nie do końca respektował zasady rozejmu. Domagał się przede wszystkim wycofania wojsk i broni ciężkiej z miast. Kruche zawieszenie broni powinno być wsparte przez międzynarodowych obserwatorów. Były sekretarz generalny ONZ domagał się otwarcia korytarzy humanitarnych i uwolnienia więźniów politycznych.
14 kwietnia 2012 Rada Bezpieczeństwa ONZ przyjęła jednogłośnie rezolucję nr 2042 zezwalającą na wysłanie do Syrii 30 nieuzbrojonych obserwatorów wchodzących w skład misji UNSMIS, mających za zadanie monitorować wprowadzony rozejm. Głosowanie na którym pozytywnie głosowała także Rosja oraz Chiny, poprzedziło kilkadziesiąt godzin rozmów i negocjacji nad tekstem rezolucji. Dzień później do Damaszku przybyło pierwszych pięciu wysłanników ONZ. Władze syryjskie po ich powitaniu, ogłosiły, iż nie zapewniają im bezpieczeństwa w kraju, rezerwując sobie jednocześnie prawo do selekcji wśród obserwatorów pod względem narodowym.
Międzynarodowy negocjator pokojowy, Kofi Annan spotkał się 17 kwietnia 2012 w Katarze z ministrami krajów arabskich i sekretarzem generalnym LPA Nabilem al-Arabim, w celu omówienia niepokojącej sytuacji w Syrii. Przyjęto, iż kontynuacja przemocy zmniejszała nadzieje na powodzenie planu pokojowego. Ustalono wysłanie kolejnych 25 obserwatorów i tym samym powiększenie grupy obserwatorów do 30. Tego samego dnia ONZ poinformowała, że liczba 250 obserwatorów może być zbyt mała do nadzoru postanowień planu Annana. Jednak dzień później syryjski minister spraw zagranicznych Walid el-Mu'allim zastrzegł w Pekinie, że plan wysłania do Syrii 250 zagranicznych obserwatorów jest rozsądny, logiczny i wystarczający. Z kolei pojawiła się możliwość transportowania obserwatorów za pomocą syryjskich samolotów. Podczas spotkania z szefem chińskiej dyplomacji Yangiem Jiechi po raz kolejny powiedział, że Syria będzie respektować i wdrażać plan pokojowy.
18 kwietnia 2012 w internecie pojawiło się nagranie w wykonaniu żon ambasadorów krajów zachodnich, które apelowały do Asmy al-Assad, żony prezydenta Syrii, by ta interweniowała w celu powstrzymania rozwoju wojny domowej. Video zawierało zdjęcia Asmy, zestawione z migawkami ze scen wojennych w Syrii z zabitymi i rannymi cywilami, zawierające pytania do pierwszej damy Syrii.
18 kwietnia 2012 sekretarz generalny NATO Anders Fogh Rasmussen pytany o możliwą interwencję w Syrii, odpowiedział, że nie sojusz nie ma zamiaru wysyłać swoich wojsk w strefę konfliktu. Gdyby jednak Turcja, należąca do NATO, zgłosiła swoje obawy z powodu zagrożenia bezpieczeństwa, mogły by się odbyć konsultacje wywnętrz sojuszu. Rasmussen podkreślił, że NATO uważnie przyglądało się rozwojowi sytuacji w Syrii, która mogłaby dotknąć sąsiadującą z nią Turcję, organizująca obozy dla syryjskich uchodźców. Z kolei Ban Ki Mun przyznał, iż Syria nie respektowała planu pokojowego. Sekretarz generalny ONZ, zaznaczył, że po 12 kwietnia 2012 skala przemocy w Syrii spadła, jednakże walki nie zostały przerwane. Zaznaczył, że nie bagatelizuje powagi sytuacji w tym kraju i wyraził nadzieję, na pokojowe rozwiązanie konfliktu. Ban Ki Mun zapowiedział, że misja obserwatorów zostanie rozszerzona do 300 wysłanników. Tymczasem 19 kwietnia 2012 Syria podpisała protokół ONZ dt. misji obserwatorów.
W oświadczeniu rosyjskiego MSZ z 20 kwietnia 2012 uznano, iż rozejm to „ważny sukces, którego utrata oznaczałaby ponową spiralę przemocy i pogorszenie się sytuacji”. Według Rosji „głównym zadaniem (ONZ) było wzmocnienie zawieszenia broni”. Tymczasem realnie sytuacja przedstawiała się tak, że zawieszenie broni było nagminnie naruszane.
21 kwietnia 2012 RB ONZ przyjęła jednogłośnie rezolucje nr 2043, przewidującą wysłanie do Syrii 300 nieuzbrojonych obserwatorów na 90 dni z możliwością przedłużenia.
W związku z trwającymi niepokojami w Syrii, 23 kwietnia 2012 Unia Europejska nałożyła kolejne sankcje, które polegały na wstrzymaniu eksportu do Syrii towarów i materiałów, które mogą być użyte do stosowania represji. Była to reakcja na lekceważenie planu Annana przez syryjski reżim. Zaniepokojenie dalszymi walkami wyraziły Stany Zjednoczone. Departament Stanu USA oczekiwał, iż obserwatorzy ONZ będą mieli sposobność bezpiecznego poruszania się po całym kraju.
24 kwietnia 2012 Kofi Annan oświadczył w Genewie na forum Rady Bezpieczeństwa ONZ, iż sytuacja w Syrii była „ponura”. Wyraził zaniepokojenie nieustannymi atakami armii na opozycjonistów. Annan powiedział, że szybkie wysłanie w teren konfliktu 300 obserwatorów mogło pohamować dynamikę wydarzeń. Z kolei amerykańska sekretarz stanu Hillary Clinton zaznaczyła, iż Assad nie zamierza przestrzegać planu Annana, gdyż walki nie zostały przerwane. Prezydent Tunezji Al-Munsif al-Marzuki orzekł, iż Assad jest „skończony”. Wezwał Rosję, Chiny i Iran, by przestały wspierać syryjski reżim. Nakłonił dyktatora do ustąpienia i zaoferował mu azyl.
25 kwietnia 2012 Francja stwierdziła, iż RB ONZ wobec fiaska planu Annana, powinna rozważyć wariant siłowy. Według szefa francuskiej dyplomacji, jeśli misja 300 obserwatorów nie da zakładanych skutków, jedyną drogą na rozwiązanie siły może być interwencja wojskowa.
4 maja 2012 rzecznik Kofiego Annana, Ahmad Fawzi powiedział w Genewie, że pomimo walk, przemoc po 12 kwietnia 2012 zmalała i można było zauważyć przypadki wdrażania rozejmu. Rzecznik przyznał, że nie było widać „wielkich oznak” przestrzegania zawieszenia broni, lecz jedynie „skromne sygnały”, gdyż tylko niewielką część ciężkiej broni wycofano z ostrzeliwanych miast. Na początku maja w Syrii przebywało 50 obserwatorów misji UNSMIS.
Premier Turcji Recep Tayyip Erdoğan przyznał 8 maja 2012, że stracił nadzieję co do możliwości rozwiązania konfliktu w tym kraju. Powiedział, że misja obserwacyjna ONZ była niedopracowana. Według niego by była ona niemiarodajna, gdyż siły reżimu ukrywały broń przed wysłannikami. Według premiera Turcji do Syrii Narody Zjednoczone powinny wysłać co najmniej 3 tys. obserwatorów, gdyż 50 którzy wówczas tam przebywali, praktycznie nie mieli żadnych uprawnień. Ponadto nazwał wybory parlamentarne w Syrii „pilotowanymi”, których nie można zaakceptować.
Tego samego dnia Kofi Annan, na arenie RB ONZ, powiedział, że plan pokojowy był ostatnią szansą dla syryjskiego reżimu. Otwarcie stwierdził, że Damaszek nie był zainteresowany w pogłębianie pokoju, gdyż w miastach nadal używano ciężkiej broni, łamane były notorycznie prawa człowieka. Członków opozycji nadal prześladowano, zabijano, torturowano oraz więziono. Poruszył także sprawę sytuacji humanitarnej, która przez przedłużające się walki ulegała dramatycznemu pogorszeniu. W odpowiedzi na dalsze działania sił zbrojnych, 14 maja 2012 Unia Europejska rozszerzyła sankcje gospodarcze na trzy osoby i dwie firmy, finansowo wspierające reżim Assada.
18 maja 2012 generał Robert Mood, powiedział, iż bez negocjacji obustronnych nie da się doprowadzić do trwałego pokoju za pomocą samych 200 obserwatorów. „Jestem bardziej niż kiedykolwiek przekonany, że żadna przemoc nie rozwiąże tego kryzysu” – przyznał podczas przemowy Mood.

### Reakcje społeczności międzynarodowej na masakrę w Huli
Szeroko skrytykowana na arenie międzynarodowej została masakra w Huli (25 maja 2012). Ministerstwo Spraw Zagranicznych Wielkiej Brytanii zażądało zwołania nadzwyczajnego posiedzenia Rady Bezpieczeństwa ONZ. Oburzenie i potępienie zbrodni wyraziły także resorty spraw zagranicznych Niemiec i Francji. Prezydent Francji François Hollande i premier Wielkiej Brytanii David Cameron podjęli decyzję, że zwiększą presję na reżim syryjski. Sekretarz Generalny ONZ Ban Ki Mun masakrę „oburzającym i odpychającym” pogwałceniem międzynarodowego prawa. Hillary Clinton, Sekretarz stanu Stanów Zjednoczonych, potępił zbrodnię i oświadczyła, że Stany Zjednoczone zwiększą presję na reżim al-Asada. Zwołania posiedzenia Ligi Arabskiej zażądał Kuwejt. Rosyjski minister spraw zagranicznych, Siergiej Ławrow stwierdził, iż wina za masakrę leżała po obu stronach. „W przypadku śmierci około 110 mieszkańców Huli mamy do czynienia z sytuacją, w której obie strony konfliktu najwyraźniej miały swój udział w śmierci niewinnych ludzi”, mówił Ławrow, na wspólnej konferencji z Williamem Hague'iem, szefem MSZ Wielkiej Brytanii, który z kolei oskarżył władze w Damaszku. Ostrzegł przed groźbą totalnej wojny domowej w Syrii. Zaapelował też do władz Rosji o zwiększenie presji na Syrię. Także Chiny skrytykowały masakrę, jednak nie odniosły się do winowajców. Saudyjski naukowiec Ali Al Rabieei po wydarzeniach z Huli ogłosił nagrodę 450 tys. dol. za głowę Baszara al-Asada.
Zbrodnię wojenną potępiła Rada Bezpieczeństwa ONZ, które w trybie pilnym zebrała się 27 maja 2012. Po tych wydarzeniach do Syrii ponownie udał się Kofi Annan, który miał rozmawiać z al-Asadem. Przed tym potępił krwawą łaźnie, nazywając ją „przerażającą zbrodnią”. Wezwał też prezydenta Syrii do udowodnienia, że pragnie on pokojowego rozwiązania kryzysu w kraju. Do spotkania w Damaszku doszło 29 maja 2012. Podczas drugiej wizyty w syryjskiej stolicy od czasu wprowadzenia rozejmu, Annan żądał wyegzekwowania sześciopunktowego planu pokojowego. Wezwał al-Asada do podjęcia „odważnych kroków”, przez co rozumiał zakończenie przemocy i zwolnienie aresztowanych opozycjonistów.
Bezpośrednim skutkiem masakry w Huli było wydalanie syryjskich dyplomatów w z poszczególnych krajów. Niemcy poprosiły syryjskiego dyplomatę o opuszczenie kraju w ciągu 72 godzin. To samo uczyniły Włochy, Francja i Hiszpania. Wielka Brytania wydaliła syryjskiego Chargé d’affaires, podobnie jak stany Zjednoczone. Powrót do kraju dyplomatów nakazała także Turcja i Japonia. Ponadto Kanada wydaliła całego syryjski personel dyplomatyczny, a Australia dwóch syryjskich dyplomatów, w tym szefa misji. Przeciwko wydalaniu ambasadorów była Rosja. W odpowiedzi na zerwanie stosunków dyplomatycznych, władze Syrii uznały 18 dyplomatów z krajów zachodnich, w tym wielu ambasadorów, za osoby persona non grata.
Narodowa Rada Syryjska wezwała społeczność międzynarodową do podjęcia interwencji militarnej przeciwko siłom al-Asada. Opozycja mówiła, iż tylko rozwiązanie siłowe mogło zakończyć akty ludobójstwa w Syrii. Niemieckie MSZ zasygnalizowało, iż będzie dążyć do nowych rozwiązań ws. Syrii, wobec braku efektu dotychczasowych działań. Prezydent Francji François Hollande nie wykluczył możliwości przeprowadzenia interwencji wojskowej, o ile zezwoli na to mandat RB ONZ. Ostry sprzeciw wobec interwencji wyraziły ponownie Rosja i Chiny. Przed interwencją ostrzegał Iran. Przewodniczący tamtejszego parlamentu Ali Laridżani twierdził, że inwazja na Syrię mogłaby mieć skutki dla Izraela i Palestyny. W oświadczeniu ogłosił, że Iran popierał demokratyczne przemiany w Syrii.
Europejska prasa uznała masakrę cywilów w Huli za moment zwrotny w wojnie domowej. Twierdziła, że arena międzynarodowa zgodnie i ostro potępiła zachowania reżimu i nic nie było takie jak sprzed 25 maja 2012. Według mediów, sojusznicy Damaszku – Rosja i Chiny nie mogli już uznawać odtąd Baszszara al-Assada za swojego partnera. Zauważono, iż dyplomacja uprawiana przez mocarstwa odbiegała od realnego świata. Kraje zachodu będące w pacie na arenie Rady Bezpieczeństwa ONZ, mogły jedynie w oświadczeniach potępić zbrodnię i wydalić syryjskich dyplomatów, a realnie główny mediator Kofi Annan nie miał żadnego pola manewru.
1 czerwca 2012 prezydent Rosji Władimir Putin zaprzeczył, jakoby Moskwa miała dozbrajać syryjskie wojsko. Ponadto podczas pobytu w Berlinie wyraził nadzieję na polityczne zakończenie tego konfliktu, co wymagało według niego profesjonalizmu i cierpliwości. 3 czerwca 2012 w Sankt Petersburgu doszło do spotkania Putina, przewodniczącego Komisji Europejskiej José Manuel Barroso oraz przewodniczącego Rady Europejskiej Hermana Van Rompuya w ramach szczytu UE-Rosja. W kwestii syryjskiej ustalono, że za pomocą wspólnych wysiłków i wdrążeniu planu Annana, można byłoby zapobiec rozlewowi krwi. Tego samego dnia szefowa unijnej dyplomacji Catherine Ashton stwierdziła po spotkaniu z Kofim Annanem, że konflikt w Syrii osiągnął punkt krytyczny. Przestrzegła też przed dalszą militaryzacją stron konfliktu. Ashton podkreśliła, że trzeba uczynić wszystko, by powstrzymać rozlew krwi w Syrii.
5 czerwca 2012 Władimir Putin udał się do Pekinu na szczyt Szanghajskiej Organizacji Współpracy. W wspólnym oświadczeniu Rosja i Chiny sprzeciwiły się interwencji militarnej w Syrii. Oba kraje jako środek do rozwiązania konfliktu proponowały negocjacje i konsultacje. Oświadczenie to praktycznie przekreślało możliwość dojścia do skutku interwencji międzynarodowej pod mandatem ONZ, gdyż oba kraje posiadały prawa weta w RB ONZ.
6 czerwca 2012 ministrowie spraw zagranicznych i wysłannicy 15 krajów uzgodnili podczas spotkania w Stambule utworzenie „grupy koordynacyjnej”, która miała wspierać syryjską opozycję. Ustalono jednakowe stanowisko wobec wojny domowej oraz ustalono, że wojna powinna zakończyć się pełnym przekazaniem władzy przez al-Asada oraz powołaniem rządu tymczasowego, który doprowadzi do wolnych i uczciwych wyborów.
7 czerwca 2012 Kofi Annan oficjalnie przyznał, że jego plan nie odniósł zamierzanych efektów, a Syria pogrążała się w wirze wojny domowej. „Mimo zaakceptowania mego sześciopunktowego planu i wysłania obserwatorów muszę szczerze przyznać, że plan nie został wdrożony” – oświadczył Annan na posiedzeniu Zgromadzenia Ogólnego ONZ. Powiedział, że rozwiązaniem radykalizującego się konfliktu mogło być powołanie grupy kontaktowej z członkami RB ONZ i liczącymi się krajami arabskimi na czele. Miało to według Annana nie dopuścić do kolejnych masakr w Syrii.